# Sauer-Bibel

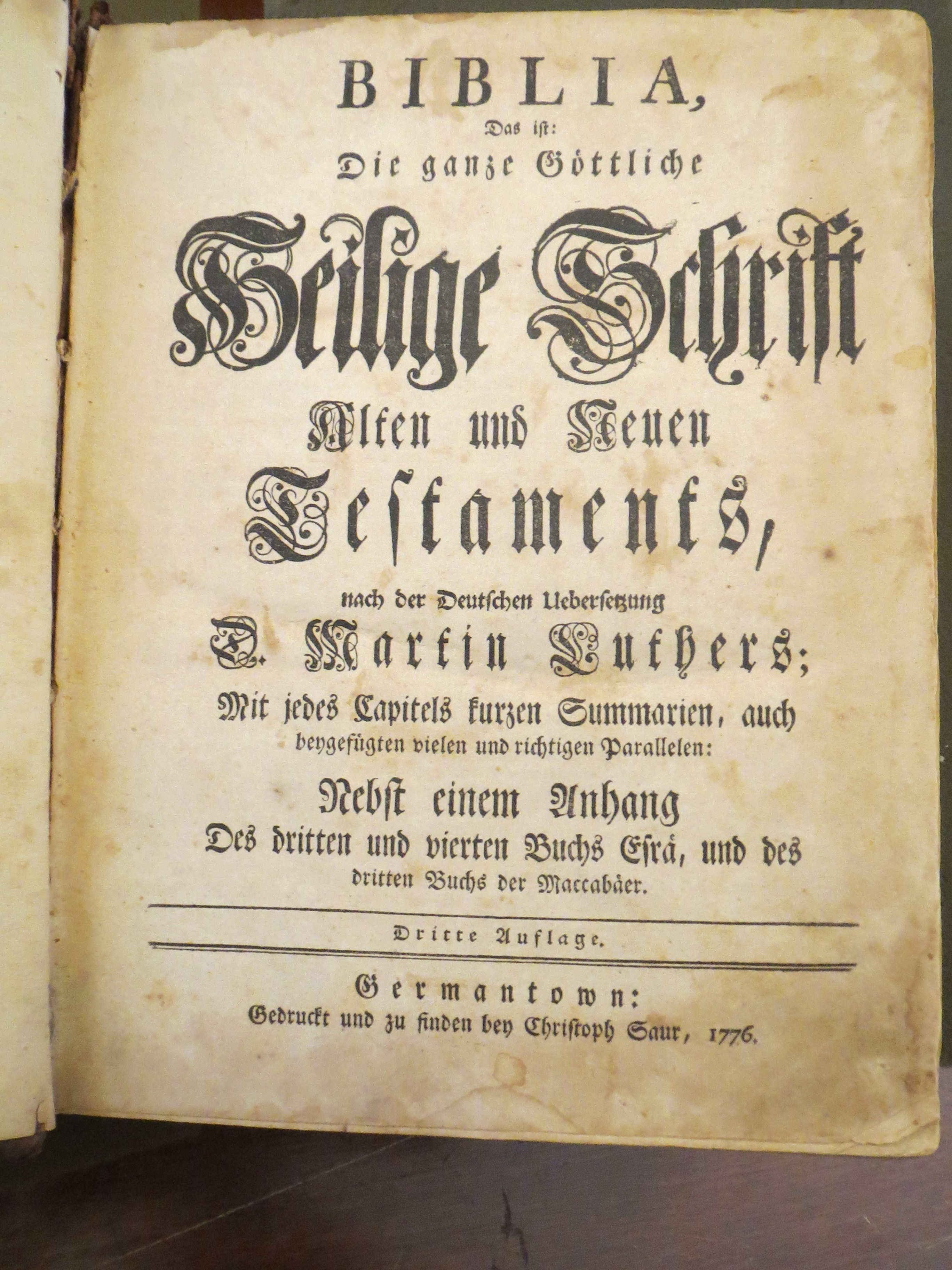
Sauer-Bibel, 3. Auflage, Germantown 1776.

Die Sauer-Bibel ist eine 1743 in Pennsylvania gedruckte Lutherbibel.
Johann Christoph Sauer (Saur), ein Schneider aus Ladenburg in der Kurpfalz, bildete sich in Germantown, Pennsylvania, quasi als Autodidakt zum Drucker fort. Da er pietistischen und täuferischen Gruppen nahestand, importierte und verkaufte er Exemplare der radikalpietistischen Berleburger Bibel.

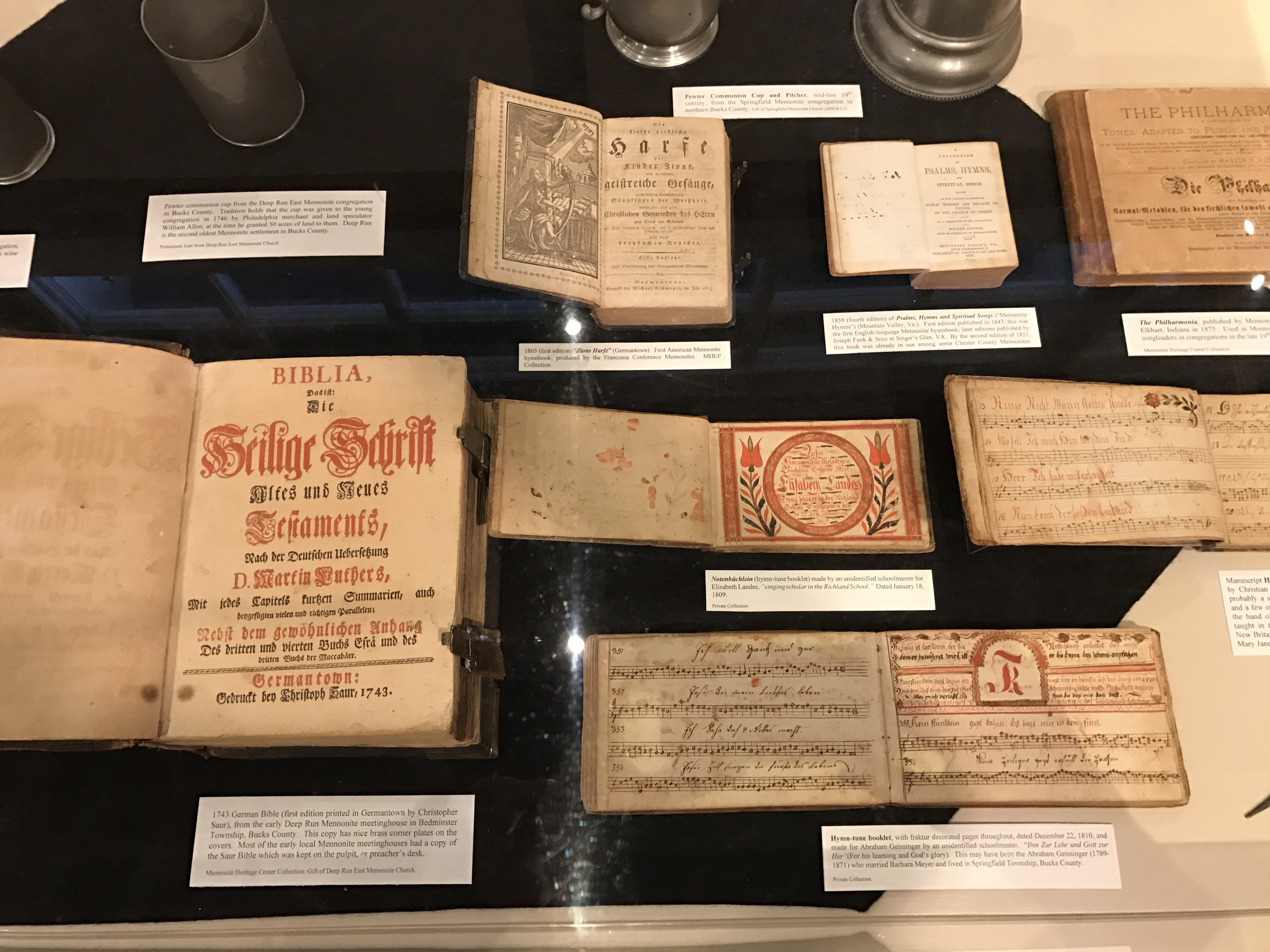
Bibeln und Gesangbücher im Mennonite Heritage Center, Harleysville, Pennsylvania. Vorne links eine Sauer-Bibel, Erstdruck von 1743.

Seine Geschäftsidee war es, die Cansteinsche Bibel selbst nachzudrucken und ihr die bei Pietisten beliebten Anhänge der Berleburger Bibel (3. und 4. Buch Esra, 3. Buch der Makkabäer) anzufügen. Diese nicht ganz orthodoxe Lutherbibel-Edition erschien 1743 in einer Auflage von 1200 Exemplaren und war die erste Bibel in einer europäischen Sprache, die in Amerika gedruckt wurde.
Heinrich Melchior Mühlenberg ermahnte seine Gemeinde, nicht Sauers Bibeln zu kaufen, sondern auf den Import echter Cansteinscher Bibeln zu warten.

## Sauers Bibelsendung nach Deutschland
Um 1745 schickte Johann Christoph Sauer 12 seiner Bibeln als Belegexemplare nach Frankfurt/Main zurück, von wo er die Fraktur-Lettern für seine Druckerei bezogen hatte. Empfänger war Heinrich Ehrenfried Luther, der Besitzer der Egenolff’schen Druckerei und Schriftsetzerei. Das Handelsschiff „Königin von Ungarn“ wurde von Piraten vor der französischen Küstenstadt St. Malo gekapert; Luther konnte aber auf Umwegen die Bibeln 1747 sicherstellen, von denen sich eine heute im Besitz der Universitätsbibliothek Frankfurt, eine in der Anna-Amalia-Bibliothek Weimar und eine in der Universitäts- und Landesbibliothek Darmstadt befindet.
Das Historische Museum Frankfurt konnte 2016 Luthers eigenes Exemplar der Sauer-Bibel, in dem er die Ereignisse der Atlantiküberquerung schriftlich festgehalten hatte, aus Privatbesitz ankaufen, nebst weiteren Druckschriften und Briefen Sauers. Die neuen Exponate sind nun Teil der Dauerausstellung über Frankfurt als Druck- und Verlagsstadt.

## Die zweite und dritte Auflage
Sauers Sohn, Christoph Sauer II, druckte 1763 die zweite und 1776 die dritte Auflage. Letztere erschien im Jahr der Revolution in einer Auflage von 3000 Exemplaren, von denen die meisten aber gar nicht in Umlauf kamen. Sauer hatte Aufrufe der Quäkergemeinde, den Frieden zu wahren, veröffentlicht und war dadurch selbst ins Visier der Aufständischen geraten: „Die Revolutionstruppen konfiszierten die Mehrzahl der Druckbögen und benutzten das Papier zum Stopfen des  Schießpulvers in ihren Gewehrläufen.“